# Вестсайдська історія (мюзикл)
«Вестсайдська історія» — мюзикл, створений Джеромом Роббінсом на музику Леонарда Бернстайна, слова Стівена Сондхайма, сценарну книгу Артура Лорентса.
Історія, натхненна п’єсою «Ромео і Джульєтта» Вільяма Шекспіра, розгортається в середині 1950-х років у Верхньому Вест-Сайді на Манхеттені в Нью-Йорку, тодішньому багаторасовому районі робітників. Мюзикл досліджує суперництво між «Джетами» і «Шарками», двома підлітковими вуличними бандами різного етнічного складу: «Шарки» є нещодавніми мігрантами з Пуерто-Рико, а «Джети» — білі. Дві банди змагаються за панування в околицях, тим часом як поліція намагається утримувати порядок. Молодий герой Тоні, колишній член «Джетів» і найкращий друг очільника банди Ріффа, закохується в Марію, сестру Бернардо, очільника «Шарків». Похмура тематика, складна музика, тривалі танцювальні сцени, трагічна історія кохання і зосередженість на соціальних проблемах стали переломним моментом в історії американського мюзиклу.
Бродвейська прем'єра мюзикла відбулася у 1957 році, за режисури та хореографії Роббінса. Вона ознаменувала бродвейський дебют Сондхайма. На Бродвеї його було поставлено 732 рази, перед тим як мюзикл відправився на гастролі. У 1958 році ця постановка була номінована на шість премій Тоні, включаючи найкращий мюзикл, вигравши дві. Мюзикл мав ще тривалішу постановку у Вест-Енді, кілька повторних і закордонних постановок. Музична кіноадаптація 1961 року, знята Робертом Вайзом і Роббінсом, була номінована на одинадцять нагород Оскар і виграла десять, включаючи найкращий фільм. Екранізація 2021 року режисера Стівена Спілберга також була номінована на премію «Оскар» за найкращий фільм разом із шістьма додатковими номінаціями, отримавши один «Оскар».

## Історія мюзикла

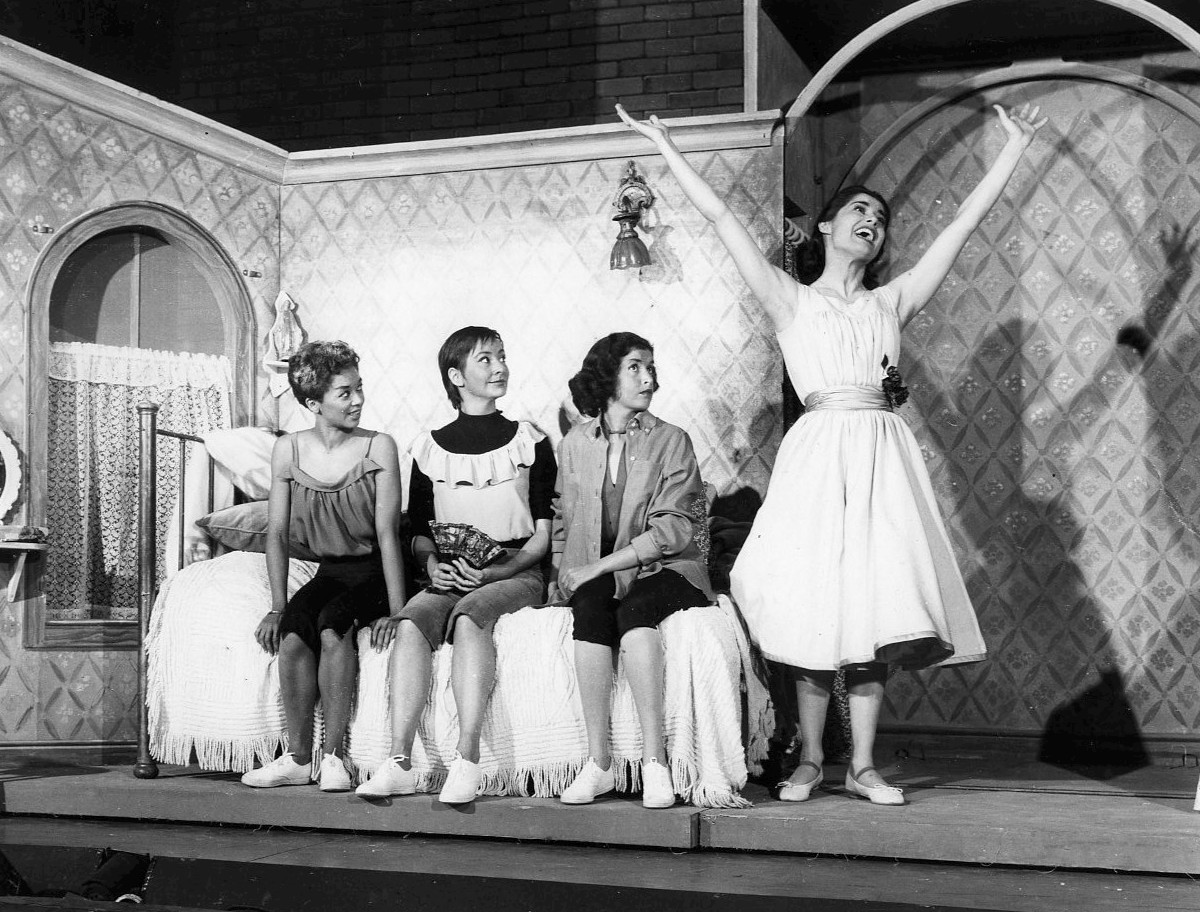
Актори оригінального бродвейського складу співають «I Feel Pretty» (1957)

### Ідея
У 1949 році Джером Роббінс звернувся до Леонарда Бернстайна та Артура Лорентса щодо співпраці над сучасною адаптацією «Ромео і Джульєтти» у формі мюзикла. Він запропонував зосередити сюжет на конфлікті між ірландською католицькою родиною та єврейською сім’єю, яка проживала в Нижньому Іст-Сайді на Манхеттені під час Великодня та Пасхи. Дівчина пережила Голокост і емігрувала з Ізраїлю; конфлікт мав бути зосереджений на антисемітизмі католицьких «Джетів» щодо єврейських «Емеральдів» (назва, що згадується у кінцевому сценарії). Прагнувши написати свій перший мюзикл, Лорентс швидко погодився. Бернстайн хотів подати матеріал у формі опери, але Роббінс і Лорентс були проти. Вони описували проєкт як «ліричний театр», і Лорентс написав першу чернетку під назвою «Істсайдська історія». Лише після того, як він завершив її, співавтори зрозуміли, що це не більше ніж музикалізація тем, які вже були висвітлені в таких п'єсах як «Ірландська троянда Ейбі». Коли Роббінс вирішив покинути проєкт, команда розійшлася, а ідею було відкладено майже на п'ять років.
У 1955 році театральний продюсер Мартін Ґейбел працював над сценічною адаптацією роману Джеймса М. Кейна «Серенада» про оперного співака, який усвідомлює, що він гомосексуаліст, і запросив Лорентса написати сценарну книгу. Лорентс погодився і запропонував Бернстайну і Роббінсу приєднатися до команди. Роббінс вважав, що якщо вже ця трійка збирається об'єднати зусилля, то їм варто повернутися до «Істсайдської історії», і Бернстайн погодився. Лорентс, однак, був відданий Ґейбелу, який познайомив його з молодим композитором та автором текстів Стівеном Сондхаймом. Сондхайм пройшов прослуховування, виконавши партитуру для «Суботнього вечора», свого першого мюзикла, прем'єра якого була запланована на осінь. Лорентсу сподобався текст, але не музика. Сондхайму було байдуже до думки Лорентса. Виробництво «Серенади» зрештою скасували.
Невдовзі Лорентса винайняли для написання сценарію для ремейку фільму Грети Гарбо 1934 року «Розмальована вуаль» для Ави Гарднер. Перебуваючи у Голлівуді, він зв'язався з Бернстайном, який там саме диригував. Вони зустрілися у готелі «Беверлі-Гіллз», і розмова зайшла про банди неповнолітніх злочинців: відносно недавнє соціальне явище, яке у той час здобуло широкого висвітлення на перших шпальтах ранкових газет через териториальні розбірки чикано. Бернстайн запропонував переробити «Істсайдську історію» та розгорнути її в Лос-Анджелесі, але Лорентс вважав, що він краще знайомий із пуерториканцями і Гарлемом, ніж з мексиканськими американцями та вулицею Ольвера. Вони зв'язалися з Роббінсом, і він був у захваті від ідеї створення мюзиклу з латинськими ритмами. Роббінс прибув до Голлівуду щоб поставити танцювальні сцени для фільму «Король і я» 1956 року, і вони з Лорентсом почали розробляти мюзикл, працюючи паралельно над іншими проєктами та підтримуючи зв'язок із Бернстайном, який вже повернувся до Нью-Йорка. Коли продюсер «Розмальованої вуалі» замінив Аву Гарднер на Елеонор Паркер і попросив Лорентса переглянути свій сценарій з урахуванням нової актриси, він відмовився від участі у стрічці, звільнивши час для написання мюзиклу. Бернстайн і Лорентс, яких було внесено до «Чорного списку» Голівуду за підозрювану комуністичну діяльність, працювали з Роббінсом, попри те, що він співпрацював із Комісією з розслідування антиамериканської діяльності.

### Співпраця та написання
У Нью-Йорку Лорентс пішов на вечірку з нагоди відкриття нової п'єси Уґо Бетті. Там він зустрів Сондхайма, який чув, що «Істсайдська історія», що була перейменована на «Вестсайдську історію», знову в розробці. Оскільки Бернстайн вирішив, що йому варто зосередитися суто на музиці, вони з Роббінсом запросили Бетті Комден і Адольфа Гріна написати слова, але пара натомість обрала працювати над «Пітером Пеном». Тож Лорентс запитав Сондхайма, чи був би він зацікавлений у виконанні цього завдання. Спочатку Сондхайм був проти, тому що мав намір написати всю музику для свого наступного проєкту («Суботній вечір» на той час вже було скасовано), але Оскар Хаммерштайн переконав його, що цей досвід йому буде корисним, тож він погодився. Тим часом Лорентс написав нову чернетку сценарної книги, змінивши походження персонажів: головний герой тепер мав польсько-ірландське походження, а героїня стала пуерториканкою.
Початкова версія сценарію, написаного Лорентсом, близько наслідувала «Ромео і Джульєтту», але персонажі, засновані на Розаліні Шекспіра і батьках приречених закоханих були швидко вирізані. Пізніше сцени, пов'язані з інсценуванням Джульєтти своєї смерті та вчиненням самогубства, також були вилучені. Мова твору також становила проблему; нецензурна лексика була рідкістю в театрі того часу, а сленгових виразів уникали, боячись, що вони застаріють ще до моменту прем'єри. Зрештою Лорентс винайшов мову, що звучала як справжній вуличний жаргон, але насправді нею не була (наприклад, вислів «заткни свою фрабба-джаббу»). Сондхайм перетворив на пісні довгі уривки діалогів, а іноді й прості фрази на кшталт «Такий хлопець убив би твого брата». За допомогою Оскара Гаммерштейна Лорентс переконав Бернстайна та Сондхайма перенести пісню «One Hand, One Heart», яку він вважав надто витонченою для балконної сцени, до сцени, що відбувається у весільному салоні, а на її заміну було написано пісню «Tonight». Лорентс відчував, що нарощення напруги необхідно було пом'якшити, щоб посилити вплив трагічної розв'язки п'єси, тому до другої дії було додано комічну сцену з офіцером поліції Крупке. Але в інших питаннях перемогли його співавтори: наприклад, він вважав, що тексти пісень «America» і «I Feel Pretty» були надто дотепними для героїв, що їх співали, однак ці пісні залишили, і зрештою вони стали улюбленцями глядачів. Ще одна пісня, «Kid Stuff», була додана, але швидко вилучена під час пробної постановки у Вашингтоні, округ Колумбія, коли Лорентс переконав інших, що це допоможе перевести баланс шоу ближче до типової музичної комедії.

Бернстайн писав «Вестсайдську історію» одночасно з оперетою «Кандід», що призвело до обміну матеріалу між двома творами. Так, дует Тоні та Марії «One Hand, One Heart» спочатку був призначений для Кунегонди в «Кандід». Музика пісні «Gee, Officer Krupke» також була взята з венеціанської сцени в «Кандід». Лорентс пояснив стиль, на якому остаточно зупинилася творча команда:
Так само як Тоні і Марія, наші Ромео і Джульєтта, відділили себе від інших підлітків своїм коханням, так і ми намагалися відділити їх від інших їхньою мовою, їхніми піснями, їхніми рухами. Де можливо у шоу ми намагалися підвищити емоції або висловити невисловлюваний підлітковий вік через музику, пісні чи танець.
Мюзикл був майже готовим восени 1956 року, але майже всі члени творчої команди на той час мали інші зобов'язання. Роббінс був задіяний у «Дзвони дзвонять», Бернстайн — у «Кандіді», а в січні 1957 року відбулася прем'єра останньої п'єси Лорентса, постановки якої однак швидко припинилися. Коли навесні 1957 року, лише за два місяці до початку репетицій шоу, прослуховування «Вестсайдської історії» не принесли потрібного фінансування, продюсерка Шеріл Кроуфорд покинула проєкт. Усі інші продюсери вже відмовилися від шоу, вважаючи його надто похмурим і депресивним. Бернстайн був розчарований, але Сондхайм переконав свого друга Гарольда Прінса, який у той час саме був у Бостоні, прочитати сценарій. Сценарій йому сподобався, і він разом зі своїм партнером-продюсером Робертом Гріффітом полетів до Нью-Йорка щоб прослухати партитуру. У своїх мемуарах Прінс згадував: «Сондхайм і Бернстайн сиділи за фортепіано, граючи музику, і невдовзі я їм підспівував». 

### Постановка

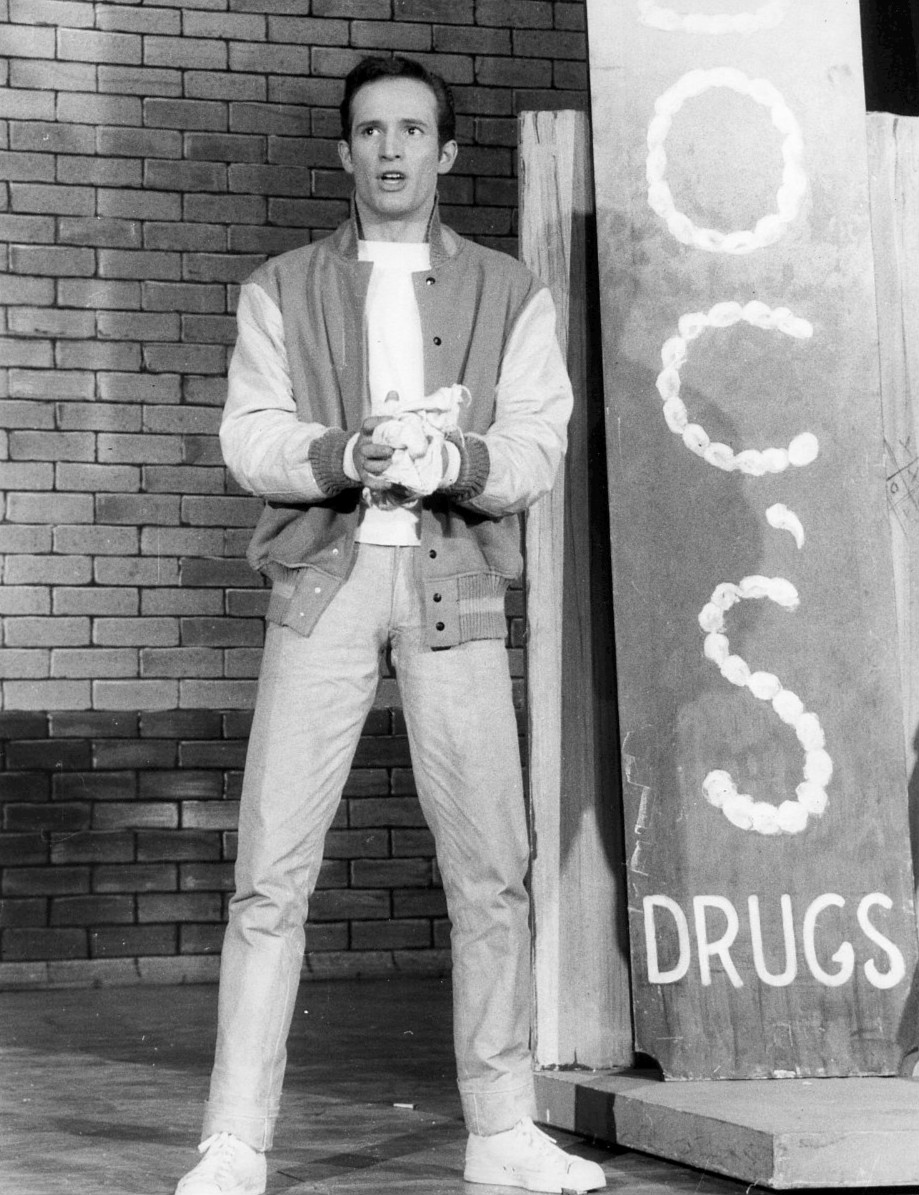
Ларрі Керт в ролі Тоні, оригінальна бродвейська постановка (1957)

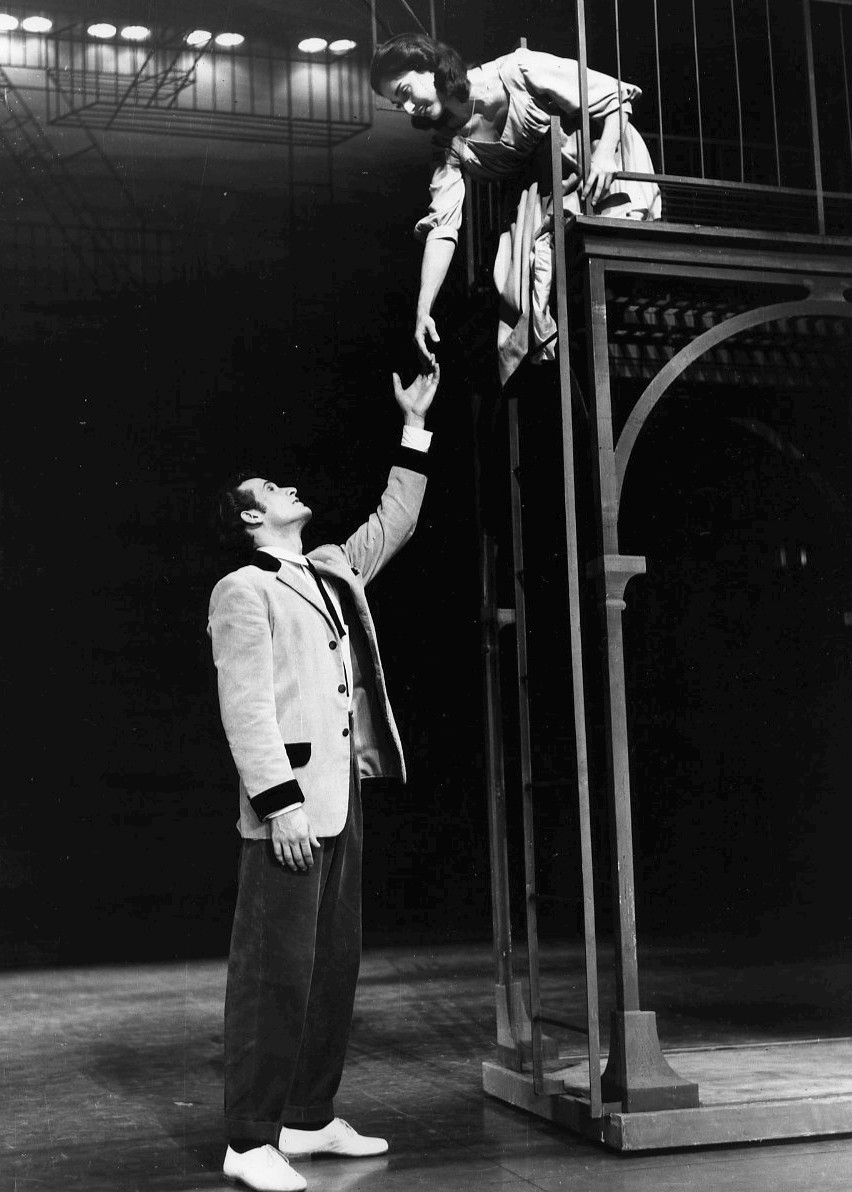
Керт і Лоуренс на сцені з балконом (1957)

Прінс почав урізати бюджет і збирати гроші. Тоді Роббінс оголосив, що не хоче займатися хореографією шоу, але передумав, коли Прінс погодився на восьмитижневий період репетицій (замість звичайних чотирьох тижнів), оскільки «Вестсайдська історія» мала значно більше танців, ніж будь-який інший Бродвейський мюзикл до того часу. Роббінсу також дозволили винайняти Пітера Дженнаро своїм помічником. Спочатку, підбираючи акторський склад, Лорентс хотів, аби головну роль Тоні виконав Джеймс Дін, але актор незабаром помер. Сондхайм натомість знайшов Ларрі Керта та Чіту Ріверу, які створили ролі Тоні та Аніти відповідно. Поставити мюзикл на сцені все одно було нелегко. За словами Бернстайна:
Усі нам казали, що [«Вестсайдська історія»] була неможливим проєктом … 

Нам казали, що ніхто не зможе співати збільшені кварти, як у Ma-ri-a … Крім того, вони казали, що партитура була надто діапазонною для популярної музики … Крім того, хто хотів подивитися шоу, в якому завіса першої дії опускається на два мертві тіла, що лежать на сцені?.. І тоді у нас виникла справді важка проблема кастингу, тому що персонажі повинні були вміти не тільки співати, але й танцювати, грати і виглядати як підлітки. Зрештою, деякі з учасників були підлітками, деяким було 21, деяким 30, але виглядали на 16. Деякі були чудовими співаками, але не вміли до ладу танцювати, або навпаки …  і якщо вони могли робити і те, і інше, вони не мали театральних навичок.
Протягом усього репетиційного періоду нью-йоркські газети були сповнені статтями про бандитські розбірки, підтверджуючи актуальність мюзикла. Роббінс тримав учасників акторського складу, що грали «Шарків» та «Джетсів», окремо, щоб перешкодити їм спілкуватися один з одним, і нагадував усім про реальність бандитського насильства, публікуючи новини на дошці оголошень за лаштунками. Роббінс хотів суворого реалізму від своїх акторів, одягнених у кросівки та джинси. Він надав ансамблю більше свободи інтерпретувати свої ролі, ніж бродвейські танцюристи мали до того, і танцюристи були в захваті від того, що до них ставилися як до акторів, а не як до хореографічних тіл. Поки тривали репетиції, Бернстайн намагався зберегти свою партитуру, оскільки інші члени команди закликали його вирізати все більше розлогих або складних «оперних» уривків. Columbia Records спочатку відмовилася записувати сценічний альбом, сказавши, що музика була надто депресивною та надто складною.
Були проблеми зі сценографією Олівера Сміта. Його намальовані декорації були приголомшливими, але вони здебільшого виглядали або надто занедбано, або надто стилізовано. Прінс відмовився витрачати гроші на перебудову декорацій, і Сміт був змушений покращувати те, що мав, маючи на це дуже невеликі гроші. Передбродвейський показ у Вашингтоні, округ Колумбія, мав критичний і комерційний успіх, хоча жодна рецензія не згадувала Сондхайма, зазначеного як співавтора, якого затьмарював більш відомий Бернстайн. Тому Бернстайн великодушно прибрав своє ім'я як співавтора пісень, хоча Сондхайм не був упевнений, що хоче отримати виключне визнання за те, що вважав пишним внеском Бернстайна. Роббінс вимагав і отримав відмітку «Автора ідеї», і використовував її, щоб виправдати власні важливі рішення щодо змін у шоу без консультації з іншими. У результаті, до часу прем'єри на Бродвеї, ніхто з його співавторів з ним не розмовляв.
Ходили чутки, що поки Бернстайн був відсутнім намагаючись виправити мюзикл «Кандід», Сондхайм написав частину музики для «Вестсайдської історії», і що співавторство слів Бернстайна таємничим чином зникло із титрів «Вестсайдської історії» під час пробного тестування, ймовірно, як компроміс. Однак Стівен Саскін пише в Show Tunes, що «по мірі того, як написання тексту прогресувало і обсяг ліричного внеску Бернстайна ставав меншим, композитор погодився відкликати своє співавторство із титрів… Всупереч чуткам, Сондхайм не писав музику для цього мюзикла; його єдиний внесок був у «Something's Coming», де він розвинув основну тему приспіву з музики, яку Бернстайн написав для куплету.

## Оцінки критиків
Новаторство авторів у танцювальному, музичному та театральному стилі викликало захоплені відгуки критиків. У вересні 1957 року Волтер Керр написав у New York Herald Tribune:
Радіоактивний попіл від «Вестсайдської історії» напевне досі осідає на Бродвеї цього ранку. Режисер, хореограф та автор ідеї Джером Роббінс склав докупи, а потім здетонував найбільш дикі, несамовиті, іонізуючі танці, що ми їх бачили за дюжину сезонів …
Інші рецензії приєдналися до міркувань про те, як новаторство мюзиклу вплине на розвиток жанру. Типовою була рецензія Джона Чепмена в New York Daily News від 27 вересня 1957 року під заголовком: «„Вестсайдська історія“ — чудова та надсучасна музична драма».
Вчора ввечері американський театр зробив рішучий крок уперед, коли фірма Griffith & Prince представила «Вестсайдську історію» у театрі Вінтер Ґарден. Це сміливий новий вид музичного театру – мангеттенська опера-музичний автомат. Для мене це надзвичайно захоплююче … манера розповіді постала як провокаційне та майстерне поєднання музики, танцю й сюжету; а музика й танець пречудові. У [партитурі] є амбітність, пружність, неспокій і солодкість нашого міста. Вона підбирає і розвиває ідіому «американський мюзикл» звідти, де вона залишилася після смерті Джорджа Гершвіна. Музика надзвичайно майстерна і мелодійно захоплююча, і вона знаменує розвиток видатного композитора ...
Журнал «Тайм» вважав, що танець і бандитське протистояння були більш переконливими, ніж історія кохання, і зазначив, що «позиціонування хореографії на передньому плані, може виявитися віхою в історії музичної драми». Один автор зауважив: «Сюжет звернувся до суспільного бунту проти авторитету влади, який з'явився у фільмах 1950-х років, як-от «Бунтар без причини» ... Енергійна хореографія Роббінса та грандіозна партитура Бернстайна підкреслили гостру лірику Сондхайма та відображення сердитого голосу міської молоді Лорентса. П'єсу критикували за романтизацію бандитизму, за образ пуерториканців і відсутність автентичного латиноамериканського акторського складу. Водночас, як прокоментував той самий критик, пісня «America» показує тріумф духу над перешкодами, з якими часто стикаються іммігранти. Мюзикл також акцентував опис проблемної молоді та руйнівні наслідки бідності і расизму. Злочинність неповнолітніх розглядається як хвороба суспільства. Критик резюмував: «На порозі 1960-х років американське суспільство, яке все ще оговтується від потрясінь Другої світової війни, прагне стабільності та контролю».